# 大丸遺跡 (横浜市都筑区)
座標: 北緯35度32分24.1秒 東経139度33分17.8秒 / 北緯35.540028度 東経139.554944度
大丸遺跡（おおまるいせき）は、かつて神奈川県横浜市都筑区大丸（調査当時は緑区池辺町）に存在した縄文時代中期～後期の極めて小規模な集落遺跡。港北ニュータウン遺跡群の1つ。

## 概要
鶴見川・早渕川に挟まれた丘陵地帯の中にある標高60メートル程の台地上に所在する。1965年（昭和40年）から始められた港北ニュータウン開発に伴う埋蔵文化財調査により、1975年（昭和50年）12月17日から1976年（昭和51年）4月17日にかけて発掘調査された（港北ニュータウン遺跡群調査）。調査後は全域が破壊され住宅地に造成されている。
調査の結果、縄文時代の竪穴建物2軒（中期?1軒・後期1軒）のほか、中期の小竪穴1基、 掘立柱建物1棟（後期）、土坑（落とし穴）3基、埋甕1基などが検出された。この地域は「荏田遺跡群」とも総称される縄文時代後期の集落遺跡の密集域として知られ、北東の華蔵台遺跡や南東の小丸遺跡、縄文中期から継続する三の丸遺跡・二ノ丸遺跡などの大規模な環状集落も分布しているが、大丸遺跡はその中にあって建物跡が中期・後期にそれぞれ1軒（+掘立柱建物1棟）程度しかない極めて規模の小さい集落遺跡であったと考えられている。